# プードル (お笑いコンビ)
プードルは、かつて吉本興業大阪本部に所属していた日本のお笑いコンビ。2023年2月25日解散。

## メンバー
メラちゃん（1987年6月23日（38歳） - ）
ボケ担当。
鳥取県八頭郡出身。身長160 cm、体重63 kg。血液型はA型。
趣味は恋愛（よく合コンへ行く）、オリジナルの恋愛ソング制作。
特技はプロ野球チップスカードのピッチャーが投げる瞬間・Jリーグチップスカードのフリーキックをする瞬間のものまね、歌、替え歌。
先輩の山名文和（アキナ）に風貌が似ている。
本人曰く人見知りの社会不適合者。幼少期は保育園の頃から女の子が好きで平然と喋れたり頬にキスをしたりできたが、中学に入学して以降は思春期へ突入したのもあり女の子とは全く喋れなくなってしまった。大学入学後もそれは変わらなかったため勇気を出して参加した服飾学校の模擬授業にて出会った先生（自身のブランドを弱冠20歳にして立ち上げ、バーも経営している）を「師匠」と仰ぎ、足繁く師匠のバーへ通い詰めた。ある日にモテない相談をしてみると師匠から童貞をカミングアウトすることを薦められ、実践してみると不思議なほど肩の力が抜けて女の子とうまく喋れるようになったという。
解散後は5年後輩の前田克野とコンビ「アレックス」を結成。

英吉（本名：山下 英吉〈やました えいきち〉1990年8月30日（34歳） - ）
ツッコミ担当。
京都府京都市出身、天理大学文学部歴史学科卒業。身長171 cm、体重68 kg。
趣味は神社仏閣巡り、音楽ライブ鑑賞。
特技はイントロクイズ、世界の首都・国旗当て。
京都・観光文化検定2級、大阪検定2級の資格を所持している。
先輩の津田康平（マルセイユ）と仲が良い。京都・観光文化検定は津田からのアドバイスで資格を取得した。
天理大学在学中に柏木成彦（現・素敵じゃないか）とコンビを組み、学内の漫才コンテストへ出場して優勝を果たした。
解散に伴い、同年4月中旬を以て引退した。

## 来歴
メラちゃんは芸人になりたかったものの親からは反対され続けたため、大学卒業後は自動車部品関係の会社で働いていたが芸人になりたい思いを捨てきれず、最終的に親には内緒でNSCへ入った。親がそれを知った際はずっと怒っていたが近頃は少し優しくなったらしい。
英吉は子供の頃から目立ちたがり屋であり、人前に出て喋ったりするのが大好きで芸人ごっこのようなこともよくやっていた。大学在学中は就活を行わず、卒業してすぐNSCへ入った。相方・メラちゃんとは違い、親は最初から応援してくれたという。
ドーナツ・ピーナツ、たくろうと共にユニット「やきそばパン」を組み、主にYouTubeやライブなどで活動していた。
2023年2月18日、同月25日での解散を発表。

## 賞レースでの戦績

### M-1グランプリ
| 年度   | 結果      | エントリー No. | 会場             | 日程     |
| ------ | --------- | -------------- | ---------------- | -------- |
| 2016年 | 2回戦進出 | 2695           | 大丸心斎橋劇場   | 10月4日  |
| 2017年 | 3回戦進出 | 1399           | よしもと祇園花月 | 10月26日 |
| 2018年 | 3回戦進出 | 1546           | よしもと漫才劇場 | 10月23日 |
| 2019年 | 3回戦進出 | 496            | よしもと祇園花月 | 10月28日 |
| 2020年 | 2回戦進出 | 776            | よしもと祇園花月 | 10月28日 |
| 2021年 | 3回戦進出 | 1994           | よしもと漫才劇場 | 10月25日 |
| 2022年 | 3回戦進出 | 1489           | よしもと祇園花月 | 10月26日 |

### その他
・2020年　NHK上方漫才コンテスト 決勝進出

## 出演
- 有田ジェネレーション（TBS）2019年9月16日
- M-1グランプリへの道!兵動大樹の俺たち3回戦ボーイズ!（ABCラジオ）2019年11月17日[12]
- 15ビョーーーン（テレビ東京）